# Heckler & Koch
Heckler & Koch GmbH (tudi Heckler und Koch; kratica HK) je nemški oborožitveni koncern, ki se ukvarja z zasnovo in proizvodnjo pehotne oborožitve.
Edmund Heckler, Theodor Koch in Alex Seidel so leta 1949 ustanovili inženirsko pisarno s sedežem v Oberndorfu. Vsi so bili bivši inženirji, zaposleni pri Mauserju.